# Medaille zum 30. Jahrestag der Befreiung Rumäniens von der faschistischen Herrschaft
Die Medaille zum 30. Jahrestag der Befreiung Rumäniens von der faschistischen Herrschaft (rumänisch Medalia 30 de ani de la eliberarea României de sub dominația fascistă) war eine staatliche Auszeichnung der Sozialistischen Republik Rumänien. Die Stiftung erfolgte am 19. Juni 1974 das Dekret 151 des Staatsrates (Consiliul de stat). Die Veröffentlichung der Statuten erfolgte am 21. Juni 1974 im rumänischen Staatsanzeiger (Buletinul oficial) Nr. 58. Die Medaille, deren Stiftung in einer Klasse erfolgte, wurde an Personen verliehen, die sich um den Aufbau des Sozialismus und die Befreiung Rumäniens vom Faschismus verdient gemacht hatten.

## Aussehen und Trageweise
Das Avers der silberoxidierten Medaille zeigt drei Personen in Form eines Arbeiters, eines Bauern sowie eines Intellektuellen. Der in der Mitte abgebildete Arbeiter hält dabei eine wehende Flagge der Rumänischen Kommunistischen Partei in der Hand. Unter den drei Personen ist ein halbkreisförmiger Kranz aus Lorbeerzweigen zu sehen, in dessen Mitte eine Schleife mit den Ziffern XXX abgebildet ist. Das Revers der Medaille zeigt die zweizeilige Inschrift: 30 / DE ANI innerhalb eines Lorbeerkranzes sowie die Umschrift DE LA ELIBERAREA ROMANIEI DE SUB DOMINATIA FASCISTA.
Getragen wurde die Medaille an der linken Brustseite des Beliehenen an einem 35 mm breiten roten Band mit einem Mittelstreifen in den Farben weiß-rot-gelb-blau-weiß. Auf dem Band wurde eine Spange aufgelegt, die ein silberfarbenes Barett mit der Aufschrift: 23 August 1944–1974 zeigt.